# Lowell Observatory Near-Earth-Object Search

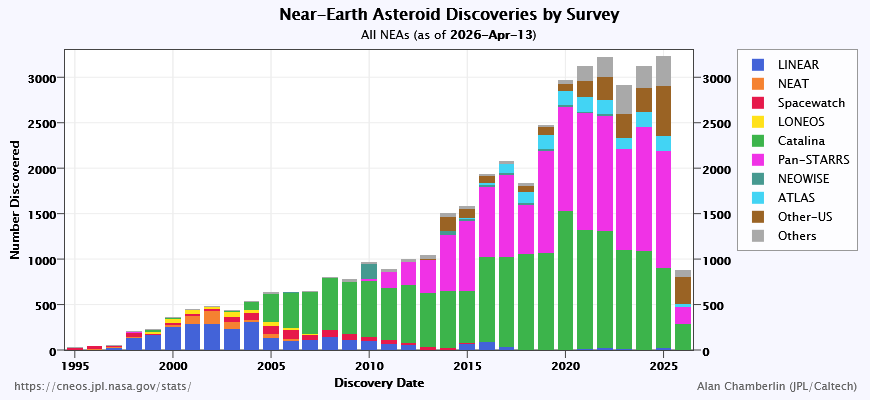
Numărul de obiecte din apropierea Pământului detectate de diferite programe

Lowell Observatory Near-Earth-Object Search (LONEOS) a fost un program proiectat să descopere asteroizi și comete aflate în apropierea Pământului. Programul a fost înființat și finanțat de NASA, fiind condus condus de Dr. Edward L. G. Bowell la Observatorul Lowell din Flagstaff, statul Arizona.

## Scurt istoric
A funcționat în perioada 1993 - februarie 2008. O listă completă de observații poate fi găsită aici.